# Jun Sonoda
Jun Sonoda (japanisch 薗田 淳 Sonoda Jun; * 23. Januar 1989 in der Präfektur Shizuoka) ist ein japanischer Fußballspieler.

## Karriere
Sonoda erlernte das Fußballspielen in der Schulmannschaft der Tokoha University Tachibana High School. Seinen ersten Vertrag unterschrieb er 2007 bei Kawasaki Frontale. Der Verein spielte in der höchsten Liga des Landes, der J1 League. Für den Verein absolvierte er acht Erstligaspiele. 2012 wurde er an den Zweitligisten FC Machida Zelvia ausgeliehen. Für den Verein absolvierte er 21 Ligaspiele. 2013 kehrte er zu Kawasaki Frontale zurück. 2014 wechselte er zum Zweitligisten Consadole Sapporo. Für den Verein absolvierte er acht Ligaspiele. 2016 wechselte er zum Ligakonkurrenten Roasso Kumamoto. Für den Verein absolvierte er 14 Ligaspiele. Im Juli 2017 wechselte er zum Drittligisten Fujieda MYFC. 2018 wechselte er zum Ligakonkurrenten Blaublitz Akita. Ende 2018 beendete er seine Karriere als Fußballspieler.

## Erfolge
Kawasaki Frontale
- J1 League

Vizemeister: 2008, 2009
- J.League Cup

Finalist: 2007, 2009